# Patricia Lalonde
Patricia Lalonde (ur. 28 sierpnia 1952 w Arès) – francuska polityk, publicystka i działaczka organizacji pozarządowych, posłanka do Parlamentu Europejskiego VIII kadencji.

## Życiorys
Zawodowo związana z instytutem naukowym Institut Prospective et Sécurité en Europe. Została również sekretarzem generalnym organizacji pozarządowej MEWA, działającej na rzecz kobiet w krajach arabskich. Autorka publikacji Paris-Kaboul, journal d’une femme révoltée i napisanej wraz z Anne-Marie Lizin Abdullah, Abdullah, l’afghan qui dit non aux taliban.
Działała w Pokoleniu Ekologii, które założył jej mąż Brice Lalonde. Dołączyła następnie do Partii Radykalnej. W wyborach w 2014 kandydowała do Europarlamentu z ramienia koalicji MoDem-UDI jako przedstawicielka drugiej z tych formacji. Mandat europosłanki VIII kadencji objęła w maju 2017. W PE dołączyła do frakcji liberalnej oraz Komisji Handlu Międzynarodowego.